# Strażnica WOP Gierałcice

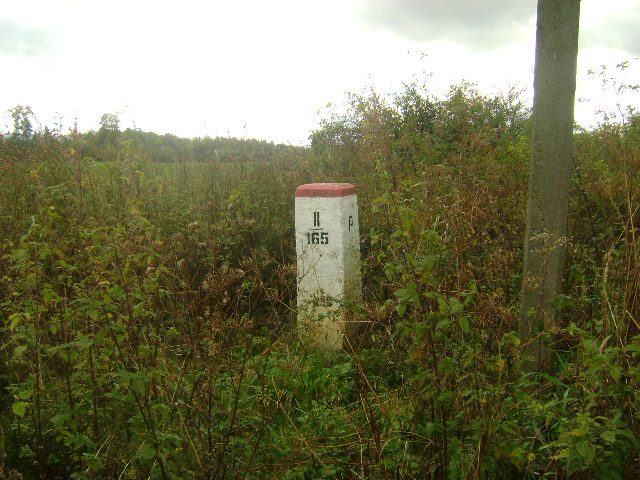
Granica polsko-czeska, znak gran. nr II/165 rej. Gierałcic (październik 2011)

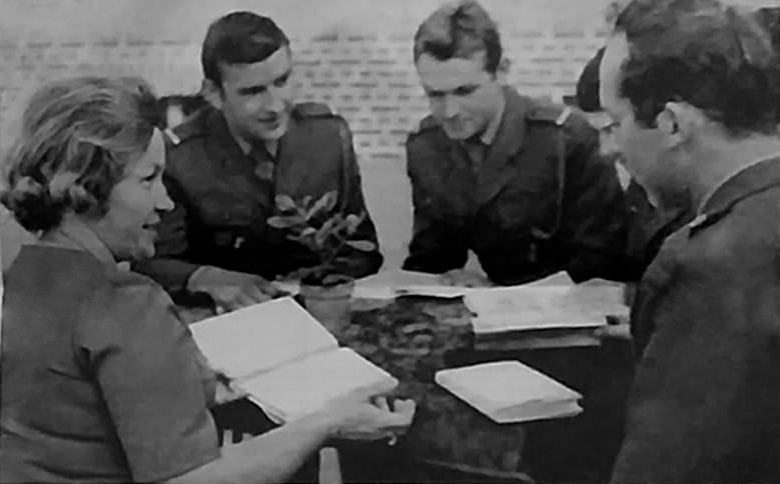
Bibliotekarka pobliskiej biblioteki Apolonia Sewruk była częstym gościem w strażnicy (1978)

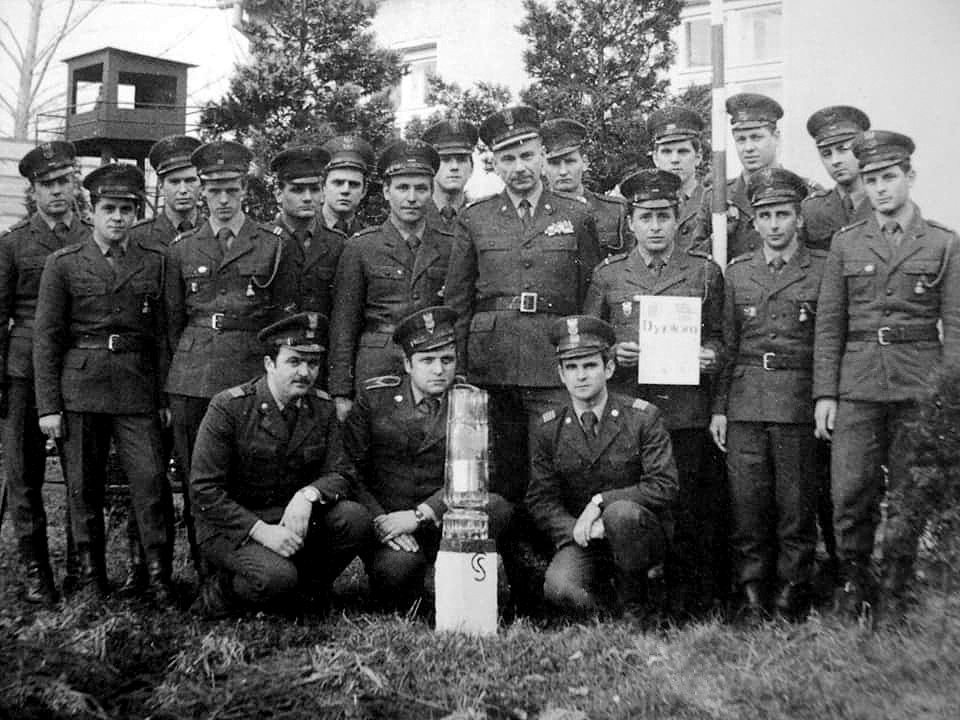
Załoga strażnicy WOP Gierałcice (1979)

Strażnica Wojsk Ochrony Pogranicza Giersdorf/Gierałcice – zlikwidowany pododdział Wojsk Ochrony Pogranicza pełniący służbę graniczną na granicy polsko-czechosłowackiej.

Strażnica Straży Granicznej w Gierałcicach – zlikwidowana graniczna jednostka organizacyjna Straży Granicznej realizująca zadania bezpośrednio w ochronie granicy państwowej z Czechosłowacją/Republiką Czeską.

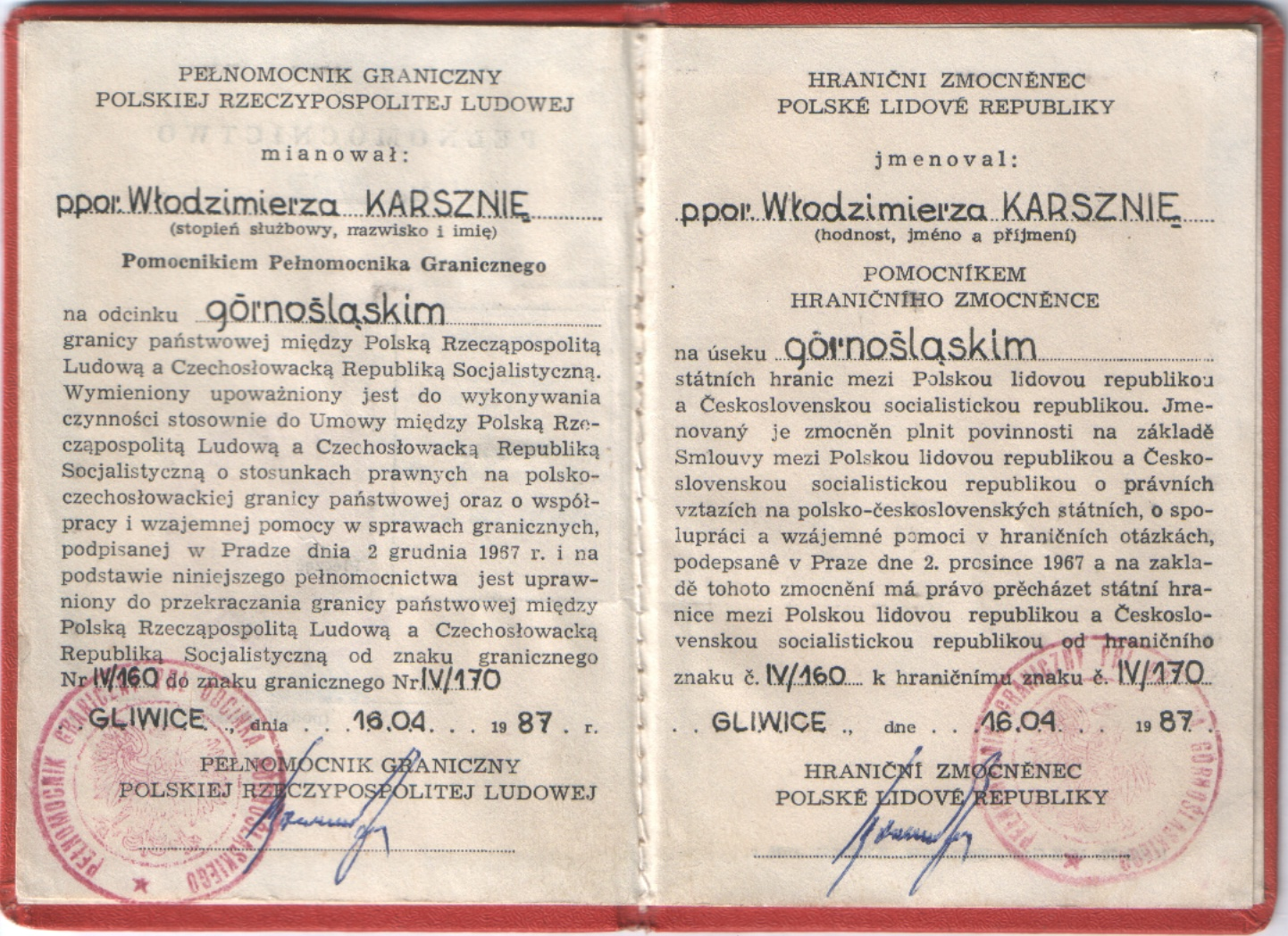
Pełnomocnictwo graniczne na odcinek strażnicy WOP Gierałcice (kwiecień 1987)

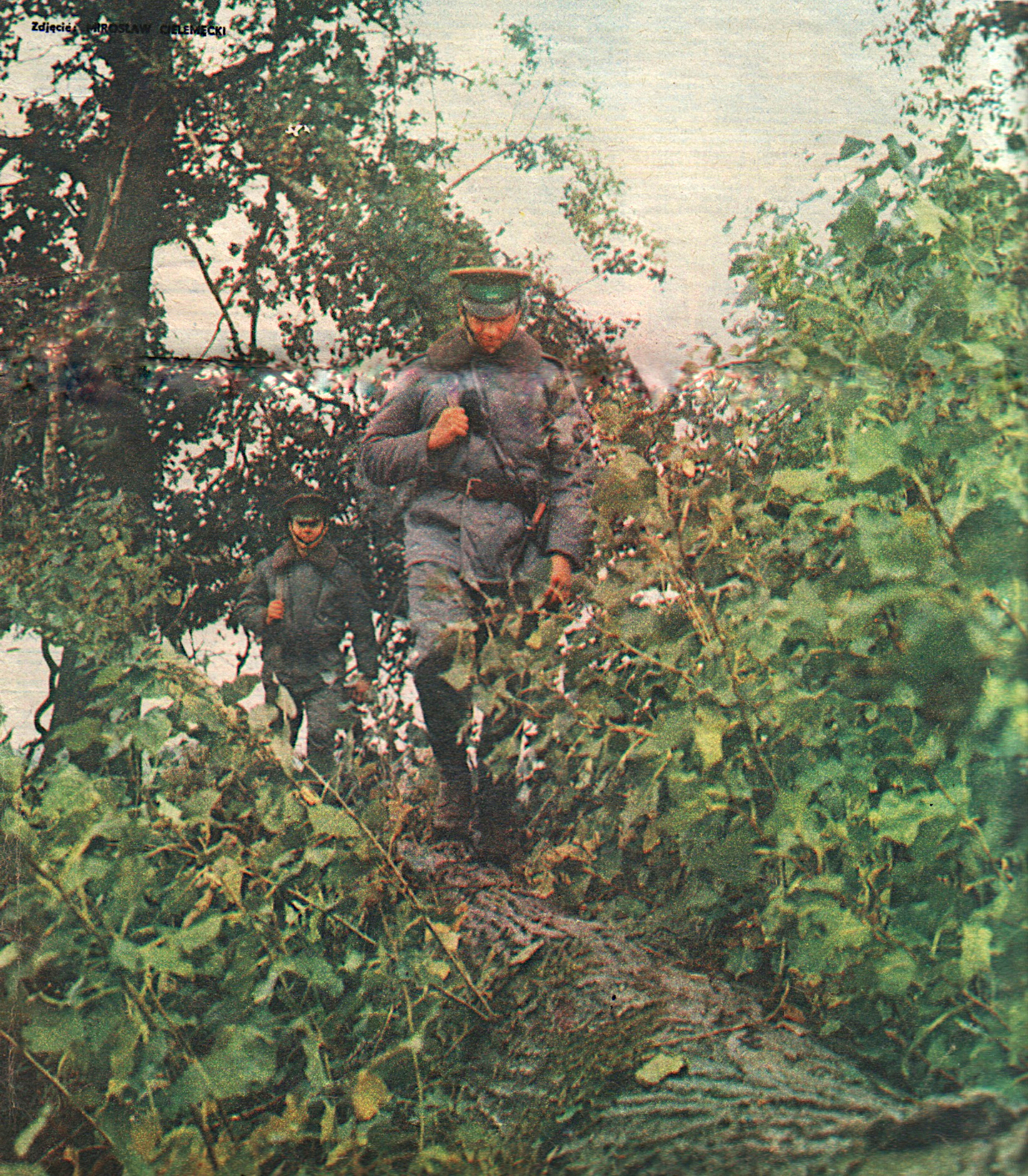
Element służby granicznej w rejonie znaku gran. nr 160/7 (1987)

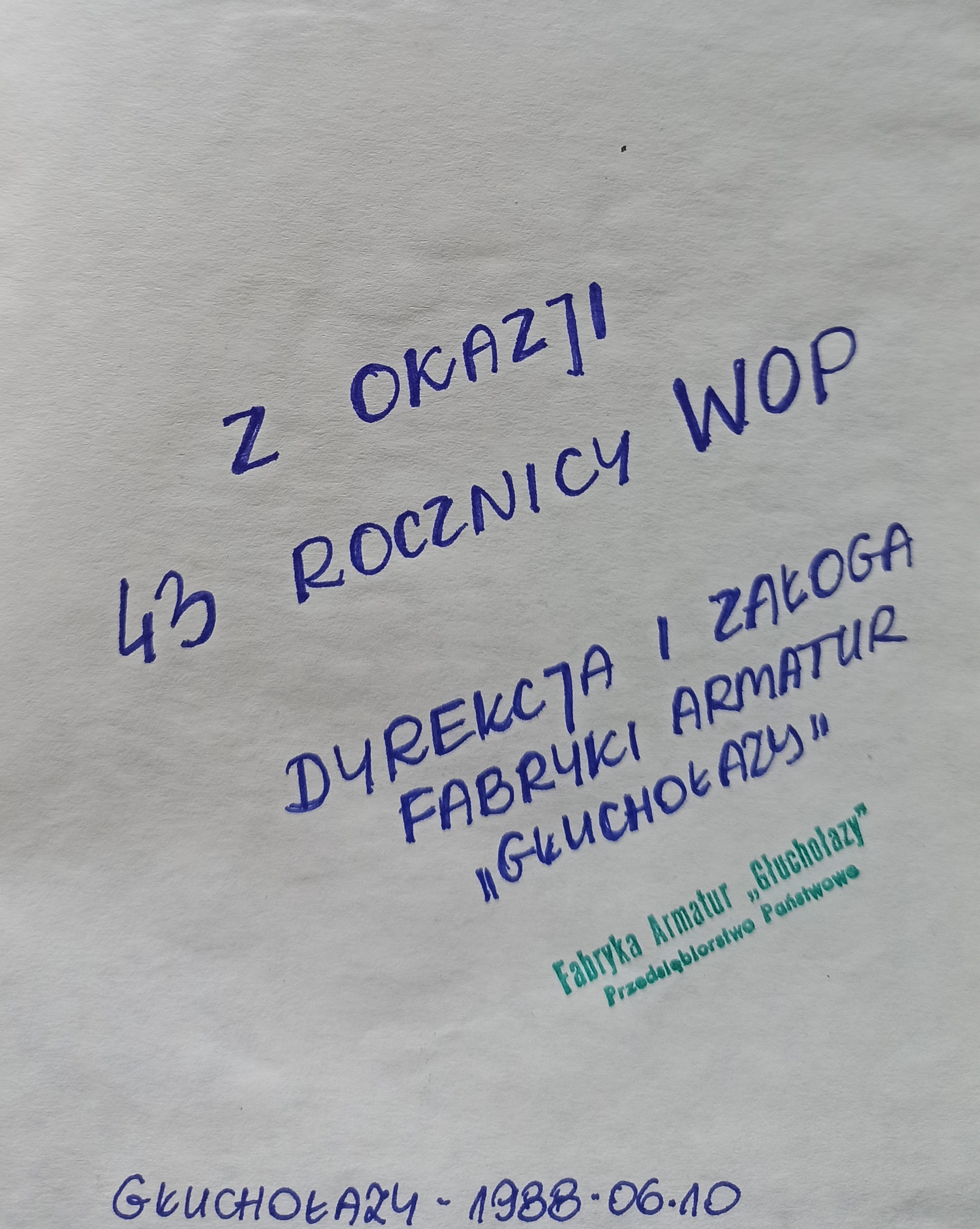
Dedykacja dla załogi strażnicy Z Okazji 43. Rocznicy WOP Dyrekcja i Załoga Fabryki Armatur „Głuchołazy“ (czerwiec 1988)

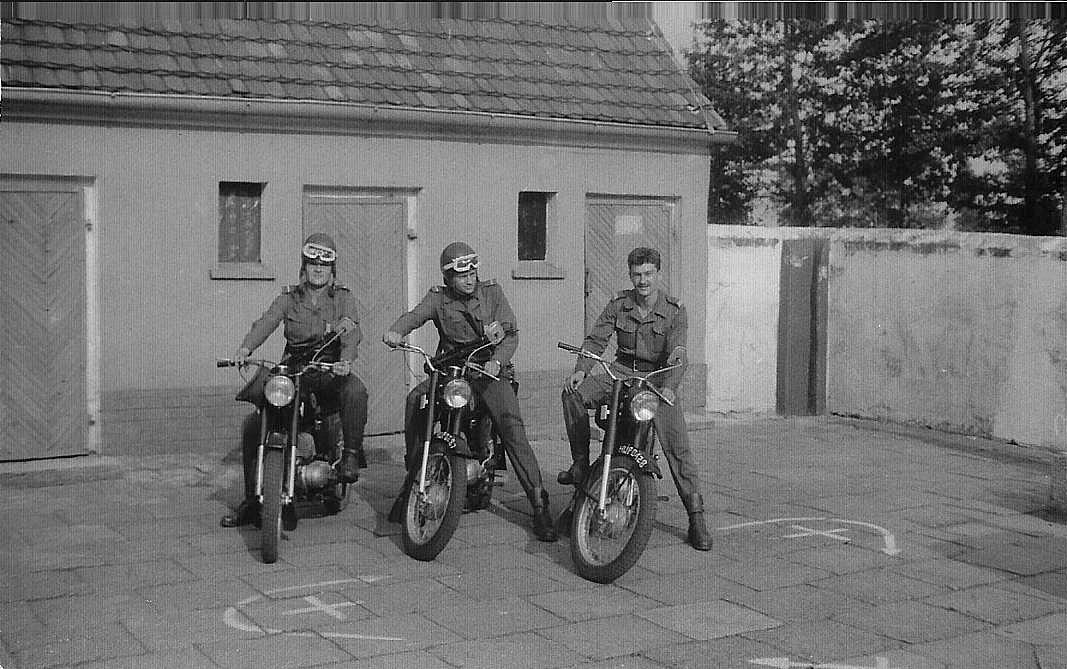
Od prawej: kpr. Marek Konobrodzki, st. szer. Paweł Czapliński, st. szer. Dariusz Klepacki na motocyklach WSK 125 (1989)

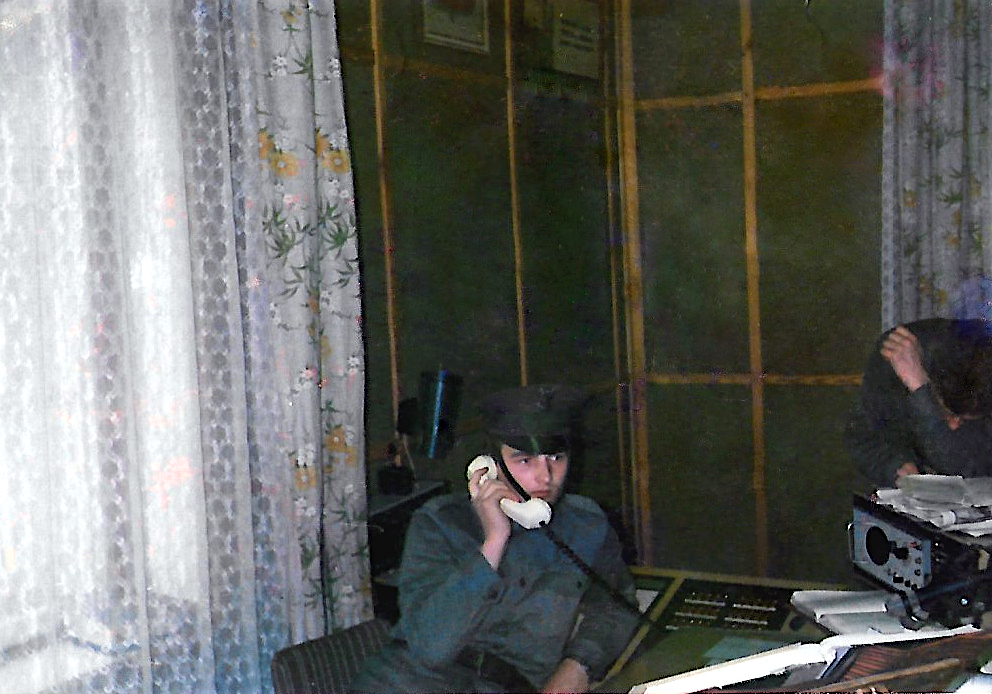
Pomocnik dyżurnego operacyjnego szer. Stanisław Zielonka przy UDP (urządzenie dyspozytorsko–przekazujące) w pomieszczeniu dyżurnego operacyjnego strażnicy (1989)

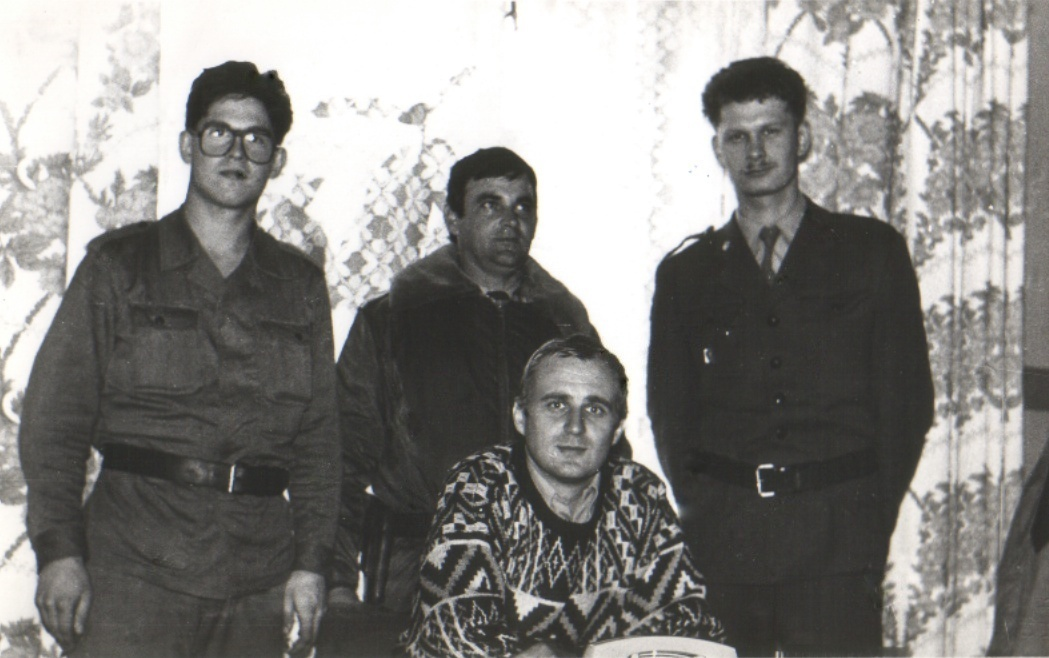
D-ca strażnicy por. Włodzimierz Karsznia (siedzi za biurkiem), stoją od lewej: szer. Krystian Lisczyk (Liszczyk) (kierowca–mechanik), st. sierż. Tadeusz Biłobran (podoficer rozpoznawczy), szer. Marek nn (kucharz) (1990)

## Formowanie i zmiany organizacyjne
Strażnica została sformowana w 1945 w strukturze 49 komendy odcinka Paczków jako 225 strażnica WOP (Giersdorf) o stanie 56 żołnierzy. Kierownictwo strażnicy stanowili: komendant strażnicy, zastępca komendanta do spraw polityczno-wychowawczych i zastępca do spraw zwiadu. Strażnica składała się z dwóch drużyn strzeleckich, drużyny fizylierów, drużyny łączności i gospodarczej. Etat przewidywał także instruktora do tresury psów służbowych oraz instruktora sanitarnego.
W związku z reorganizacją oddziałów WOP, 24 kwietnia 1948 strażnica została włączona w struktury 73 batalionu Ochrony Pogranicza, a 1 stycznia 1951 46 batalionu WOP w Paczkowie.
Od 15 marca 1954 wprowadzono nową numerację strażnic, a strażnica WOP Gierałcice otrzymała nr 234 w skali kraju.
W 1956 rozpoczęto numerowanie strażnic na poziomie brygady. Strażnica I kategorii Gierałcice była 24 w 4 Brygadzie Wojsk Ochrony Pogranicza i włączona w struktury 45 batalionu WOP w Prudniku.
1 stycznia 1960 była jako 3 strażnica WOP III kategorii Gierałcice. a 1 stycznia 1964 była jako 4 strażnica WOP lądowa III kategorii Gierałcice.
W kwietniu 1976, w związku z przejściem na dwuszczeblowy system dowodzenia, strażnicę podporządkowano bezpośrednio pod sztab 4 Górnośląskiej Brygady WOP w Gliwicach.
13 grudnia 1981 po wprowadzeniu stanu wojennego na terytorium kraju, dowódca GB WOP wewnętrznym rozkazem w miejscu stacjonowania poszczególnych batalionów, utworzył tzw. „wysunięte stanowiska dowodzenia” (zalążek przyszłych batalionów granicznych), którym podporządkował strażnice znajdujące się na odcinkach dawnych batalionów granicznych. Brygada wykonywała zadania ochrony granicy i bezpieczeństwa państwa wynikające z dekretu o wprowadzeniu stanu wojennego.
W drugiej połowie 1984 utworzono batalion graniczny Górnośląskiej Brygady WOP w Prudniku i w jego strukturach funkcjonowała jako Strażnica WOP Lądowa rozwinięta kat. I w Gierałcicach.
W 1987 kadrę strażnicy stanowili: dowódca, zastępca d-cy, szef strażnicy, pomocnik d-cy strażnicy. Oprócz wymienionych załoga składała się: 3 dyżurnych operacyjnych (podoficerowie służby zasadniczej), 2 drużyn granicznych (podoficer + 12 szeregowych), drużyny zabezpieczenia (podoficer łączności, mechanik-motocyklista, kierowca-mechanik, pisarz gospodarczy i kucharz), 1 pracownik cywilny (kucharka), na sezon grzewczy zatrudniano 4 palaczy. Wyposażenie załogi strażnicy stanowiły: uzbrojenie kadra pistolety P-64, pozostali żołnierze karabinki AKMS, pistolety sygnałowe wz. 78. Pojazdy: 1 samochód terenowy UAZ 469, 1 samochód dostawczy FSC Żuk, 15 motocykli WSK 125. Sprzęt łączności: 1 radiotelefon stacjonarny, 1 radiotelefon samochodowy, radiotelefony nasobne R-4437, mikrotelefony do łączności przewodowej z wykorzystaniem linii telefonicznej na całej długości odcinka.
1 listopada 1989 rozformowano batalion graniczny GB WOP w Prudniku, a strażnicę podporządkowano bezpośrednio pod sztab Górnośląskiej Brygady WOP już jako Strażnica WOP Lądowa kadrowa kat. I w Gierałcicach (na czas „P” kadrowa). Tak funkcjonowała do 15 maja 1991. Żołnierze służby zasadniczej WOP z ostatnich poborów nadal pełnili służbę w strażnicy.
Straż Graniczna:
15 maja 1991 po rozwiązaniu Wojsk Ochrony Pogranicza od 16 maja 1991 strażnica została przejęta przez Śląski Oddział Straży Granicznej w Raciborzu i przyjęła nazwę Strażnica Straży Granicznej w Gierałcicach.
W 2000 rozpoczęła się reorganizacja struktur Straży Granicznej związana z przygotowaniem Polski do wstąpienia, do Unii Europejskiej i  przystąpieniem do Traktatu z Schengen. Podczas restrukturyzacji wprowadzono kompleksową ochronę granicy już na najniższym szczeblu organizacyjnym tj. strażnica i graniczna placówka kontrolna. Wprowadzona całościowa ochrona granicy zniosła podział na graniczne jednostki organizacyjne ochraniające tylko tzw. „zieloną granicę” i prowadzące tylko kontrole ruchu granicznego. W wyniku tego, 2 stycznia 2003, nastąpiło zniesie strażnicy SG w Gierałcicach. Ochraniany przez strażnicę odcinek granicy, przejęła Graniczna Placówka Kontrolna SG w Głuchołazach kat. II, a obiekt został przekazany gminie i zaadaptowany na mieszkania.

## Ochrona granicy
W rejonie znaku granicznego nr 160/4-5  po stronie polskiej od 1948 do lat 60 XX w., istniał posterunek graniczny strażnicy  na konstrukcji stalowej nad torem kolejowym z Mikulovic do Głuchołaz oraz pomieszczenia drużyny konwojowej , celem konwojowania pociągów czechosłowackich na terytorium Polski w uprzywilejowanym tranzycie kolejowym z Czechosłowacji do Czechosłowacji przez Głuchołazy do miejscowości Pokrzywna w rejon znaku gran. nr 140/13 .
W 1960 3 strażnica WOP Gierałcice III kategorii, ochraniała odcinek granicy państwowej o długości 9849 m:
- Włącznie znak gran. nr 160/3b (Biała Głuchołaska), wyłącznie znak gran. nr 167/6.

Od lat 60 XX wieku do końca lat 80 XX w. na odcinku strażnicy w miejscowości Głuchołazy w rejonie ul. Kolonia Jagiellońska, wykorzystywana była metalowa wieża obserwacyjna z której zabezpieczano odcinek granicy:
- Od znaku gran. nr 160/7 do znaku gran. nr IV/162.

W 1975 odcinek strażnicy został wydłużony po przejęciu części odcinka po rozformowanej Strażnicy WOP Jarnołtów, od znaku gran. nr 167/7 do wyłącznie znaku gran. nr IV/170.
Strażnica WOP Lądowa rozwinięta kat. I w Gierałcicach do 31 października 1989, a od 1 listopada 1989 Strażnica WOP Lądowa kadrowa kat. I w Gierałcicach, ochraniała odcinek granicy państwowej o długości ok. 14,5 km:
- Włącznie znak gran. nr 160/3b (Biała Głuchołaska), wyłącznie znak gran. nr IV/170.
- W okresie zimowym pas śnieżny sprawdzany był minimum: na głównym kierunku dwukrotnie, na pozostałym raz w ciągu doby na korzyść:

1. Strażnicy WOP Konradów do znaku gran. nr 160/2a.
2. Strażnicy WOP Jasienica Górna do znaku gran. nr 170/1.

- Główny wysiłek w służbie skupiała od znaku gran. nr 160/3b do znaku gran. nr IV/162 w głębi miejscowość Głuchołazy, natomiast odcinek zagrożony miała od znaku gran. nr 167/7 do znaku gran. nr 168/12 w głębi miejscowość Sławniowice.
- Współdziałała w zabezpieczeniu granicy państwowej z:
  - Strażnice WOP w: Konradowie i Jasienicy Górnej
  - Graniczna Placówka Kontrolna Głuchołazy
  - Grupa Operacyjno-Rozpoznawcza Zwiadu w Nysie – do 06.1990
  - Komisariat MO w Głuchołazach
- W ochronie granicy dowódcy strażnicy ściśle współpracowali ze swoimi odpowiednikami tj. naczelnikami placówek OSH (Ochrana Statnich Hranic) CSRS:
  - Mikulovice  – wspólnie ochraniała odcinek granicy państwowej od znaku gran. nr 160/b do znaku gran. nr IV/170. Główny wysiłek w służbie skupiała na kierunku Mikulovice–Głuchołazy, znak gran. IV/160–160/10, (naczelnik placówki – mjr Drahomir Grund).

Straż Graniczna:
W okresie 16 maja 1991–1 stycznia 2003, strażnica Strażnica SG w Gierałcicach ochraniała odcinek granicy państwowej:
- Włącznie znak gran. nr 160/3b (Biała Głuchołaska), wyłącznie znak gran. nr II/170 .
- Linia rozgraniczenia z:
  - Strażnicą SG w Konradowie przebiegała: włącznie znak gran. nr II/160/3b dalej rzeką Biała Głuchołaska do mostu św. Andrzeja, następnie wyłącznie stacja PKP Głuchołazy, Bodzanów, Rudawa, wyłącznie Stary Las...
  - Strażnicą SG w Jasienicy Górnej przebiegała: wyłącznie znak gran. nr II/170 dalej granicą gmin: Głuchołazy, Nysa i Otmuchów.
- Główny wysiłek w ochronie granicy skupiała od znaku gran. nr 160/3b do znaku gran. nr II/162 w głębi miejscowość Głuchołazy., natomiast odcinek zagrożony od znaku gran. nr 167/7 do znaku gran. nr 168/12 w głębi miejscowość Sławniowice.
- W okresie zimowym pas śnieżny sprawdzany był na korzyść:

1. Strażnicy SG w Konradowie do znaku gran. nr 160/3b.
2. Strażnicy SG w Jasienicy Górnej do znaku gran. nr 170/2.

- Funkcjonariusze Strażnicy SG w Gierałcicach pełniąc służbę graniczną przy granicy państwowej w rejonie linii rozgraniczenia:

1. Ze Strażnicą SG w Konradowie, prowadzili rozpoznanie w miejscowości Głuchołazy od mostu św. Andrzeja ul. Andersa, dalej Słonecznym Jarem, wzdłuż linii kolejowej tranzytu czeskiego, w kierunku znaku gran. nr 160/4, na korzyść sąsiada do znaku gran. nr 160/3a w kierunku rzeki Biała Głuchołaska, zwracając uwagę na szlak turystyczny, na Netce.
2. Ze Strażnicą SG w Jasienicy Górnej, prowadzili rozpoznanie od miejscowości Sławniowice w kierunku znaku gran. nr II/170, na korzyść sąsiada od znaku gran. nr II/170 do miejscowości Jarnołtów, zwracając uwagę na pola orne przyległe do granicy państwowej.

- Strażnica SG w Gierałcicach współdziałała w zabezpieczeniu granicy państwowej z placówkami po stronie czeskiej cizinecké policie RCPP:
  - Mikulivice – wspólnie ochraniała odcinek granicy państwowej od znaku gran. nr 160/b do znaku gran. nr 168/18. Główny wysiłek w służbie skupiała na kierunku Mikulovice–Głuchołazy, znak gran. nr II/160–160/10 (naczelnik placówki mjr Drahomir Grund).
  - Vidnava – wspólnie ochraniała odcinek granicy państwowej od znaku gran. nr 168/18 do znaku gran. nr II/170.

19 lutego 1996 na odcinku strażnicy zostało uruchomione przejście graniczne małego ruchu granicznego (mrg), w którym kontrolę graniczną i celną osób, towarów oraz środków transportu wykonywała załoga strażnicy:
- Sławniowice-Velké Kunětice.

## Wydarzenia
- 1956 – koniec czerwca–początek lipca w okresie tzw. „Wypadków poznańskich”, przy linii granicznej i w strefie działania, odnajdywano pakunki zawierające ulotki z tzw. „bibułą”, przytwierdzone do balonów leżących na ziemi[13]. W związku z masowością zjawiska, żołnierze otrzymali zezwolenie na użycie broni, celem zestrzelenia nisko przelatujących balonów (nawet jeśli znajdowały się na terytorium czechosłowackim, ale w zasięgu ognia – to samo czynili pogranicznicy czechosłowaccy)[14].
- 1957 – wiosna, w służbie targnął się na własne życie szer. Kapusta, żołnierz będący woźnicą na strażnicy. Powodem było zajście z wymienionym w ciążę, obywatelki Czechosłowacji z pobliskiej wioski, którą poznał podczas pełnienia służby, kiedy podchodziła do linii granicy państwa, w czasie gdy wykonywał prace przy konserwacji pasa kontrolnego. Powiesił się na jednej z dzikich jabłoni rosnących po stronie czechosłowackiej, kilka metrów od linii granicznej, wykorzystując do tego celu lejce[15].
- 1968 – sierpień, znaleziono rozrzucone ulotki sygnowane przez młodzież okręgu opawskiego i Miejską Radę Narodową w Karniowie. Pochodzące z Czechosłowacji ulotki znaleziono w Burgrabicach i Sławniowicach.
- 1970 – czerwiec, Szkoła Podstawowa nr 3 w Głuchołazach otrzymała imię Żołnierzy Wojsk Ochrony Pogranicza. Patronami szkoły były strażnice WOP: Gierałcice, Konradów i GPK Głuchołazy[16].
- 1973 – wrzesień, udający się na szkolenie w batalionie WOP, chroniąc się przed burzą pod rosnącym drzewem, śmiertelnie rażony został przez piorun podoficer zawodowy strażnicy plut. Piszewski w Parku Miejskim w Prudniku[17][18].
- 1976 – wrzesień, przybył na stanowisko z-cy d-cy strażnicy ppor. Tadeusz Kwiędacz.
- 1976 – wycofano z granicy rowery, zastępując je motocyklami małolitrażowymi; WSK-175 dla kadry i WSK-125 dla żołnierzy służby zasadniczej (5–13 motocykli w zależności od obsady i na jakiej granicy). Wyposażone w łączność radiową motocykle stały się podstawowym środkiem transportu w służbie patrolowej i rozpoznawczej[19].
- 1978 – maj, ubył ze strażnicy do Strażnicy WOP Rycerka por. Tadeusz Kwiędacz.
- 1978 – z inicjatywy d-cy strażnicy kpt. Adama Harlosa radnego GRN (już 4 kadencję) sprawującego funkcję przewodniczącego komisji przestrzegania prawa i porządku, przy współudziale mieszkańców i żołnierzy WOP zbudowano drogę asfaltową z Głuchołaz do Gierałcic długości około 5 km. Wcześniej żołnierze WOP pomagali przy wznoszeniu murów szkoły – pomnika 1000 szkół na 1000-lecie Państwa Polskiego[20].
- 1978 – w Szkole Podstawowej w Gierałcicach instruktor HSG plut. Tadeusz Biłobran kierował drużyną Harcerskiej Służby Granicznej, której harcerze pomagali strażnicy w ochronie granicy państwowej[20].
- 1979 – 10 czerwca w 34. rocznicę powstania Wojsk Ochrony Pogranicza, Hufiec ZHP im. Górnośląskiej Brygady WOP otrzymał sztandar ufundowany przez Radę Przyjaciół Harcerstwa i żołnierzy WOP (m.in. instruktorami byli, kadra i żołnierze strażnicy). Wcześniej Uchwałą Miejsko-Gminnej Rady Narodowej w Głuchołazach, nadano Hufcowi imię Górnośląskiej Brygady WOP[21].
- 13 grudnia 1981–22 lipca 1983 – (stan wojenny w Polsce), normę służby granicznej dla żołnierzy podwyższono z 8 do 12 godzin na dobę. Ścisłą kontrolą objęto całą strefę nadgraniczną. W stan gotowości były postawione pododdziały odwodowe[22][23].
- 1982 – 1 stycznia sierż. B. żołnierz zawodowy strażnicy, będąc w stanie po spożyciu alkoholu wziął bez pozwolenia z prywatnej posesji samochód osobowy należący do chor. R., kontrolera GPK Głuchołazy i na jednej z ulic w Głuchołazach wpadł w poślizg powodując rozbicie samochodu. 2 stycznia 1982 dowódca GB WOP płk Bolesław Bonczar ukarał ww. degradacją do stopnia szeregowego i zwolnieniem dyscyplinarnym do rezerwy[24].
- 1988 – strażnica otrzymała na własność puchar przechodni dowódcy GB WOP za zdobycie z rzędu przez kolejne trzy lata, tytułu Pododdziału Wzorowej Dyscypliny. Ponadto dowódca brygady wyróżnił całą kadrę strażnicy nagrodami rzeczowymi w postaci zegarka z wygrawerowanym na cyferblacie napisem ZA WZOROWĄ SŁUŻBĘ D-ca GB WOP  , a żołnierzy zasadniczej służby wojskowej, krótkoterminowym urlopem.

Straż Graniczna:
- 1993 – strażnica otrzymała na wyposażenie samochód osobowo-terenowy Land Rover Defender I 110 w zamian za UAZ 469 i motocykle Honda xl 125s w zamian za WSK 125.

## Strażnice sąsiednie
- 224 strażnica WOP Głuchołazy ⇔ 226 strażnica WOP Warmałcice – 1946
- 233 strażnica WOP Konradów ⇔ 235 strażnica WOP Jarnołtów – 15.03.1954
- 23 strażnica WOP Konradów I kat. ⇔ 25 strażnica WOP Jarnołtów II kat. – 1956
- 4 strażnica WOP Konradów I kat. ⇔ 2 strażnica WOP Jarnołtów IV kat. – 1.01.1960
- 5 strażnica WOP Konradów lądowa II kat. ⇔ 3 strażnica WOP Jarnołtów lądowa IV kat. – 1.01.1960
- Strażnica WOP Konradów ⇔ Strażnica WOP Jarnołtów – do 1975
- Strażnica WOP Lądowa rozwinięta kat. I w Konradowie ⇔ Strażnica WOP Lądowa rozwinięta kat. II w Jasienicy Górnej – 1984–31.10.1989
- Strażnica WOP Lądowa kadrowa kat. I w Konradowie ⇔ Strażnica WOP Lądowa kadrowa kat. II w Jasienicy Górnej – 1.11.1989–15.05.1991

Straż Graniczna:
- Strażnica SG w Konradowie ⇔ Strażnica SG w Jasienicy Górnej – 16.05.1991–1.01.2003.

## Obsada personalna

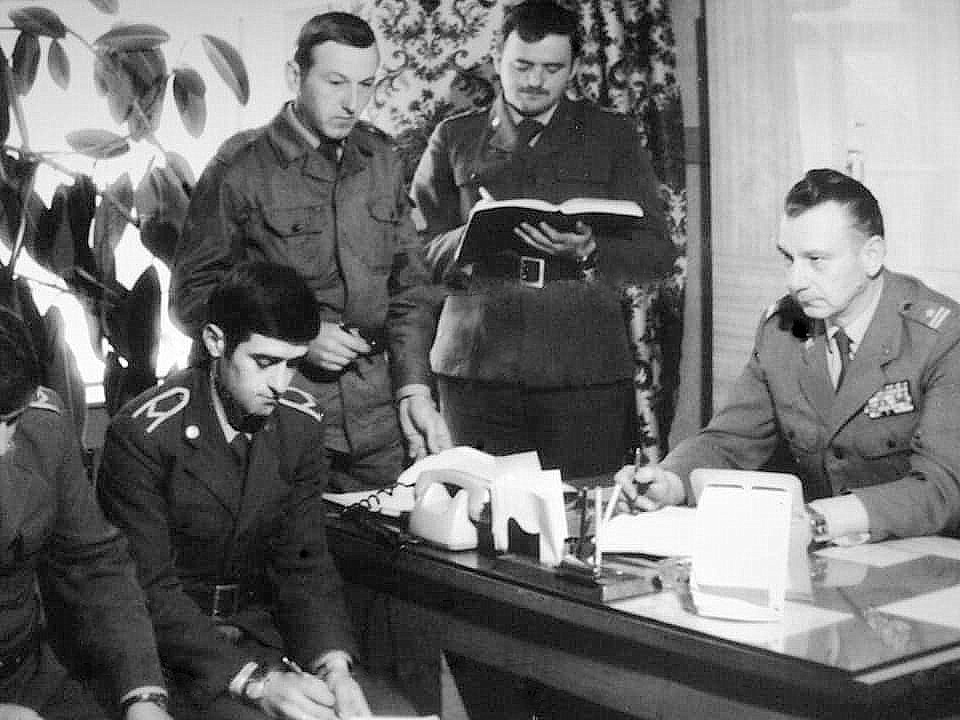
Kadra strażnicy: mjr Adam Harlos (d-ca), plut Jan Krysowaty (podoficer rozpoznawczy), sierż. Stanisław Bakalarczyk (szef), sierż. Broda (podoficer rozpoznawczy) i sierż. Marian Gołas (podoficer rozpoznawczy) (1980)

| Obsada personalna 15 maja 1991 | Obsada personalna 15 maja 1991  |
| Stanowisko                     | Stopień, imię i nazwisko        |
| ------------------------------ | ------------------------------- |
| dowódca strażnicy              | por. Włodzimierz Karsznia       |
| zastępca dowódcy strażnicy     | por. Henryk Michulec            |
| szef strażnicy                 | st. chor. Stanisław Bakalarczyk |
| pomocnik dowódcy strażnicy     | chor. Jan Krysowaty             |
| pomocnik dowódcy strażnicy     | mł. chor. Roman Pokarmis        |
| pomocnik dowódcy strażnicy     | mł. chor. Dariusz Szczepkowski  |
| podoficer rozpoznawczy         | st. sierż. Tadeusz Biłobran     |
| Pracownik cywilny              |                                 |
| sprzątaczka                    | Barbara Łukaszów                |

## Dowódcy/komendanci strażnicy
- por. Jan Klucznik (15.09.1956–1.10.1957)[28]
- kpt./mjr Adam Harlos[29] (1957?–1981)[n]
- por./kpt. Tadeusz Kwiędacz[30] (09.1981–06.1985)[o]
- st. chor. Marian Gołas[25] p.o. (06.1985–30.09.1986)[p]
- ppor./por. Włodzimierz Karsznia[31] (1.10.1986[q]–1.04.1991[r])

Komendanci strażnicy SG:
- por. SG Włodzimierz Karsznia (2.04.1991[s]–31.12.1991[t])[u]
- ppor. SG/mjr SG Piotr Bogucki (1.01.1992–1.01.2003) – do rozformowania[v].